# 101-j kilometr
101-j kilometr (101-й километр) è un film del 2001 diretto da Leonid Marjagin.

## Trama
Il film racconta di un giovane di nome Leonid, che era tra i criminali. Il bandito locale gli offre di impegnarsi in rapine e la polizia gli offre di scrivere denunce.